# Список астероїдів, які перетинають орбіту Урана
У цьому списку наведено астероїди та карликові планети, проєкція орбіти яких на екліптику перетинає проєкцію орбіти Урана на неї. Застосовується саме таке формулювання, бо орбіти різних тіл у Сонячній системі мають різний нахил відносно екліптики.

## Список
- 2060 Хірон
- 5145 Фолос
- 5335 Дамокл
- 7066 Несс
- 8405 Асболос
- 10199 Харікло
- 10370 Гілонома
- 20461 Діоретса
- (29981) 1999 TD10
- 42355 Тифон
- (44594) 1999 OX3
- 49036 Пеліон
- 52975 Кіллар
- 54598 Біанор
- 55576 Амік
- (65407) 2002 RP120
- 65489 Кето
- (73480) 2002 PN34
- 83982 Крантор
- (87555) 2000 QB243
- (88269) 2001 KF77
- (95626) 2002 GZ32